# Uranotaenia comorensis
Uranotaenia comorensis är en tvåvingeart som beskrevs av Da Cunha Ramos och Jacques Brunhes 2004. Uranotaenia comorensis ingår i släktet Uranotaenia och familjen stickmyggor.
Artens utbredningsområde är Komorerna. Inga underarter finns listade i Catalogue of Life.